# Icebreaker
Icebreaker är en låt framförd av sångerskan Agnete.
Låten var Norges bidrag till Eurovision Song Contest 2016 i Stockholm. Den framfördes i den andra semifinalen i Globen den 12 maj 2016 där den fick 63 poäng och hamnade på plats 13 av 18, och lyckades därmed inte att kvalificera sig till final.

## Komposition och utgivning
Låten är skriven av Agnete Johnsen själv i samarbete med Gabriel Alares och Ian Curnow. Den släpptes som singel för digital nedladdning den 2 februari 2016 utgiven av Aiko Music.
"Icebreaker" debuterade på elfte plats på den norska singellistan för den nionde veckan år 2016. Den har totalt legat tre veckor på topp-40-listan.

## Listplaceringar
| Lista (2016)     | Topplacering |
| ---------------- | ------------ |
| Norge (VG-lista) | 11           |